# Awad Mohammed Al Mlahaf Al Qahtani
Awad Mohammed Al Mlahaf Al Qahtani (né le 21 juillet 1984) est un cavalier qatarien de saut d'obstacles. Il est médaille d'or de la discipline par équipe aux jeux asiatiques de 2006, et finit 8e individuel.